# Wat Buppharam
Wat Buppharam (thaï : วัดบุพพาราม) est un temple bouddhiste de Chiang Mai en Thaïlande. 

## Histoire
Fondé en 1497 par le roi de Mueang Kaeo (en), le temple est localisé là où les Kawila (en) ont commencé leur rituel afin de réoccuper Chiang Mai après deux siècles de règne birman. 
La plupart des bâtiments du temple datent de la fin des années 1800. Le temple est également connu pour son stūpa de style birman, qui a été reconstruit en 1958, et une salle d’ordination de style Lanna faite en teck et de mosaïque en verre incrustée, construite en 1819.